# Ànec de Pequín
L'ànec de Pequín, ànec pequinès o  ànec lacat a la pequinesa  (xinès tradicional: 北京烤鴨, xinès simplificat: 北京烤鸭, pinyin: Běijīng kǎoyā) és un dels plats més internacionalment coneguts de la cuina xinesa i un dels més populars en els restaurants xinesos dels països occidentals. És originari de la capital de la Xina, Pequín, si bé és un plat típic a la cuina de tot el nord-oest del país.
El nom de la ciutat que dona nom al plat s'ha conservat tradicionalment en tots els idiomes europeus amb la romanització antiga del mandarí,  Peking, fins i tot en aquells (com l'anglès, danès o noruec) que comunament han adoptat Beijing com l'expressió pròpia de la seva llengua, la qual correspon amb la transcripció pinyin, que és el sistema oficial en l'actualitat per a la transcripció del xinès. Arriba a una mitjana de 3.2 kg. de pes viu a les 11 setmanes, siguen aquesta la seva edat de comercialització.

## Història
Tot i que els ànecs s'han rostit des de l'època de les dinasties del nord i del sud, la història del plat es remunta a la Dinastia Yuan, esmentant-se per primera vegada a un llibre del 1330. Al començament del segle XV era un dels plats preferits de la família imperial Ming, moment en què el plat es desenvolupa plenament. El primer restaurant que s'especialitza en el plat, Bianyifang, es va establir al Xianyukou, a prop del Qianmen de Beijing el 1416.

## Preparació
Es pren un ànec buit al seu interior (és a dir, sense les vísceres) al qual prèviament se li han tapat totes les obertures i s'infla fins que s'assembla a un globus, d'aquesta manera se separa la carn de la pell i es fregeix. 

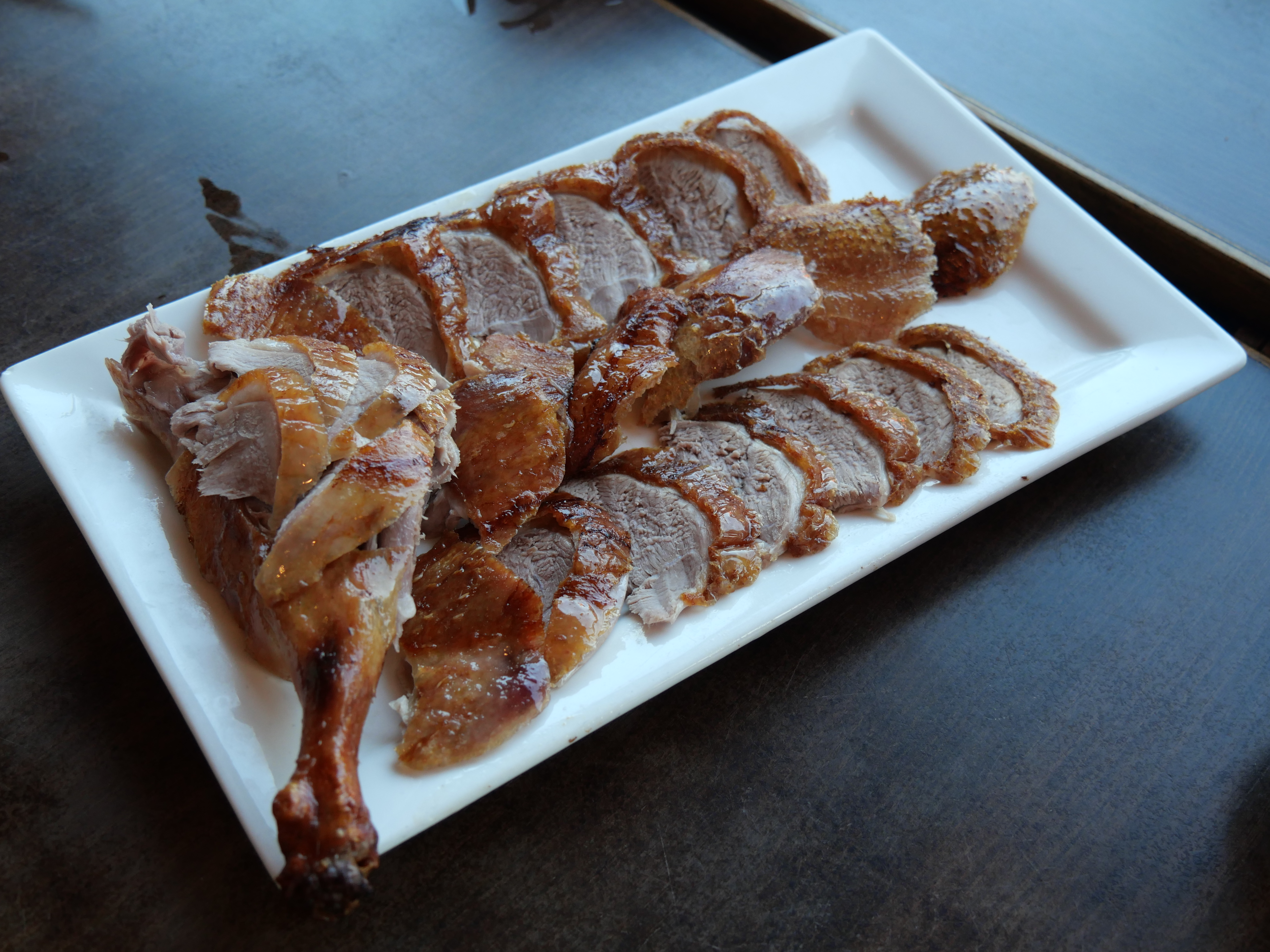
Plat d'ànec a la pequinesa.

Després d'aquesta operació es recobreix la part exterior de melassa, d'aquesta manera adquireix el color fosc característic del plat. La carn és rostida durant un llarg període (pot arribar a una hora) i el greix es va fonent lentament donant a la part exterior un aspecte cruixent.

## Presentació
Sol servir-se en dos plats: en un amb la pell cruixent i en un altre amb les llesques de carn rostides. En cap cas se serveixen els ossos (que són emprats en l'elaboració de sopa). Es menja en creps farcides de l'ànec i acompanyades amb rodanxes de porro, cogombre i salsa de pruna.